# Aris Quartett
Das Aris Quartett ist ein Streichquartett mit den Mitgliedern Anna Katharina Wildermuth (Violine), Noémi Zipperling (Violine), Caspar Vinzens (Viola) und Lukas Sieber, geb. Lomb (Violoncello).

## Geschichte und Aktivitäten
Im Jahr 2009 wurde das Ensemble auf Initiative des Kammermusikers Hubert Buchberger (Buchberger Quartett) gegründet. Die Mitglieder waren zu dem Zeitpunkt zwischen 15 und 18 Jahre alt und allesamt Jungstudierende an der Hochschule für Musik und Darstellende Kunst Frankfurt am Main. Sie kannten sich damals untereinander nicht. Begonnen als Experiment gelang dem Aris Quartett bald der Einstieg in eine internationale Karriere. Seit Herbst 2018 sind die Musiker New Generation Artists der BBC. Das Quartett spielt nach wie vor in seiner ursprünglichen Besetzung. Der Name des Ensembles setzt sich aus den Endbuchstaben der Vornamen der Mitglieder zusammen.
In den ersten Jahren wurde das Aris Quartett von seinem Mentor Hubert Buchberger betreut. 2015 begannen die Musiker ein Studium bei Günter Pichler (Alban Berg Quartett) an der Escuela Superior de Música Reina Sofía in Madrid. Die Ausbildung wurde durch künstlerische Impulse des Artemis Quartetts und durch den Musikpädagogen Eberhard Feltz ergänzt. Das Aris Quartett spielt heute auf internationalen Musikfestivals und in bedeutenden Konzertsälen. Das Konzerthaus Berlin, die Alte Oper Frankfurt, die Liederhalle Stuttgart, die Wigmore Hall in London oder die Elbphilharmonie Hamburg sind Spielorte des Aris Quartett. Für die Saison 2020/21 ist das Ensemble ECHO Rising Star der European Concert Hall Organisation und gastiert in zahlreichen Metropolen Europas, wie etwa in Athen, Barcelona, Wien, Stockholm und Paris. Das Ensemble gibt etwa 90 Konzerte pro Saison.

## Preise und Auszeichnungen
- 2012: 1. Preis „Internationaler Johannes-Brahms-Wettbewerb“, Pörtschach (Österreich)
- 2013: 1. Preis „5. Europäischer Kammermusikwettbewerb“ in Karlsruhe
- 2014: 1. Preis „Lenzewski-Wettbewerb für zeitgenössische Kammermusik“ in Frankfurt
- 2014: 1. Preis „Internationaler August-Everding Musikwettbewerb“ Fach Streichquartett in München
- 2016: 1. Preis sowie alle Sonderpreise beim „7. Internationalen Joseph-Joachim Kammermusikwettbewerb“ in Weimar
- 2016: Kammermusikpreis der Jürgen-Ponto Stiftung
- 2016: 2. Preis, Internationaler Musikwettbewerb der ARD, sowie Publikumspreis, Osnabrücker Musikpreis, Sonderpreis ProQuartet und Sonderpreis GENUIN classics.
- 2016: 1. Preis beim internationalen Wettbewerb der „Irene Steels Wilsing-Stiftung“ in Berlin
- 2017: Supersonic Award des Musikmagazins pizzicato (Luxemburg) für die neue CD-Veröffentlichung mit Werken von Ludwig van Beethoven
- 2018: New Generation Artists der BBC
- 2018: Supersonic Award des Musikmagazins pizzicato (Luxemburg) für die neue CD-Veröffentlichung mit Werken von Schostakowitsch u. Schubert
- 2020: Supersonic Award des Musikmagazins pizzicato (Luxemburg) für die neue CD-Veröffentlichung mit Werken von Johannes Brahms
- 2020: Borletti-Buitoni Trust Award
- 2020/21: ECHO Rising Stars der European Concert Hall Organisation

## Diskografie
- 2021 "Attacca", Streichquartette von Gerald Resch und Beethoven bei GENUIN classics
- 2020 Werke von Johannes Brahms (mit Thorsten Johanns, Klarinette) (GENUIN classics in Kooperation mit BBC Radio 3 und dem Deutschlandfunk)
- 2018 Streichquartette von Schostakowitsch und Schubert (GENUIN classics in Kooperation mit dem Deutschlandfunk)
- 2017 Streichquartette von Beethoven bei GENUIN classics
- 2016 Maximum Reger DVD-Kooperation (Fugue State Films)
- 2016 Streichquartette von Zemlinsky und Bartók (Telos music)
- 2015 Streichquartette von Haydn, Reger und Hindemith (Telos music)